# Phaonia curvicercalis
Phaonia curvicercalis este o specie de muște din genul Phaonia, familia Muscidae, descrisă de Wei în anul 1990. Conform Catalogue of Life specia Phaonia curvicercalis nu are subspecii cunoscute.